# Phelsuma quadriocellata
Phelsuma quadriocellata là một loài thằn lằn trong họ Gekkonidae. Loài này được Peters mô tả khoa học đầu tiên năm 1883.

## Hình ảnh

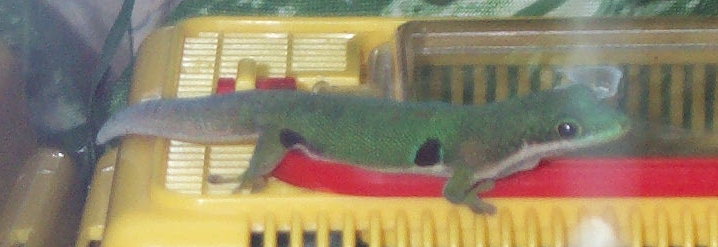
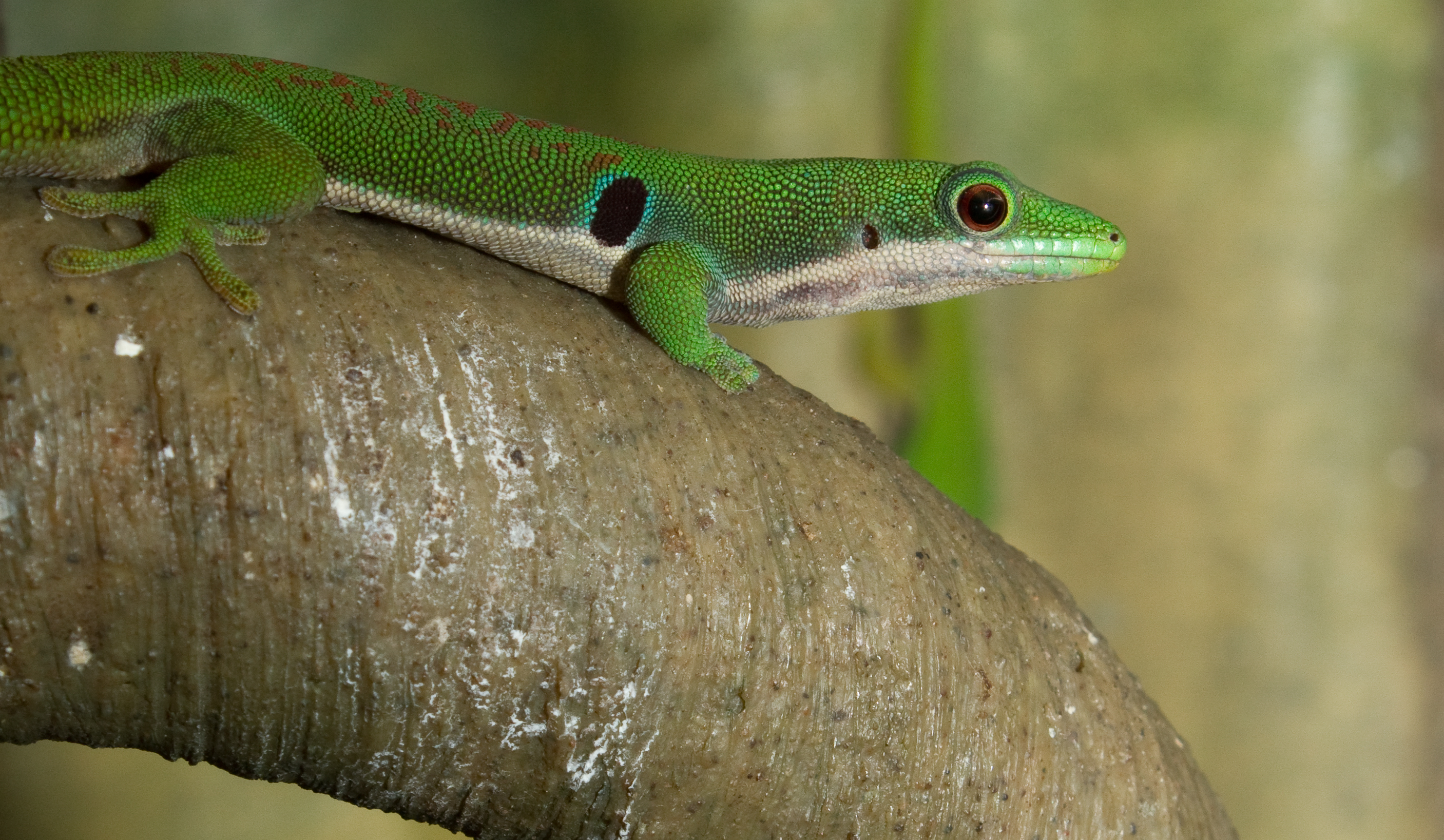
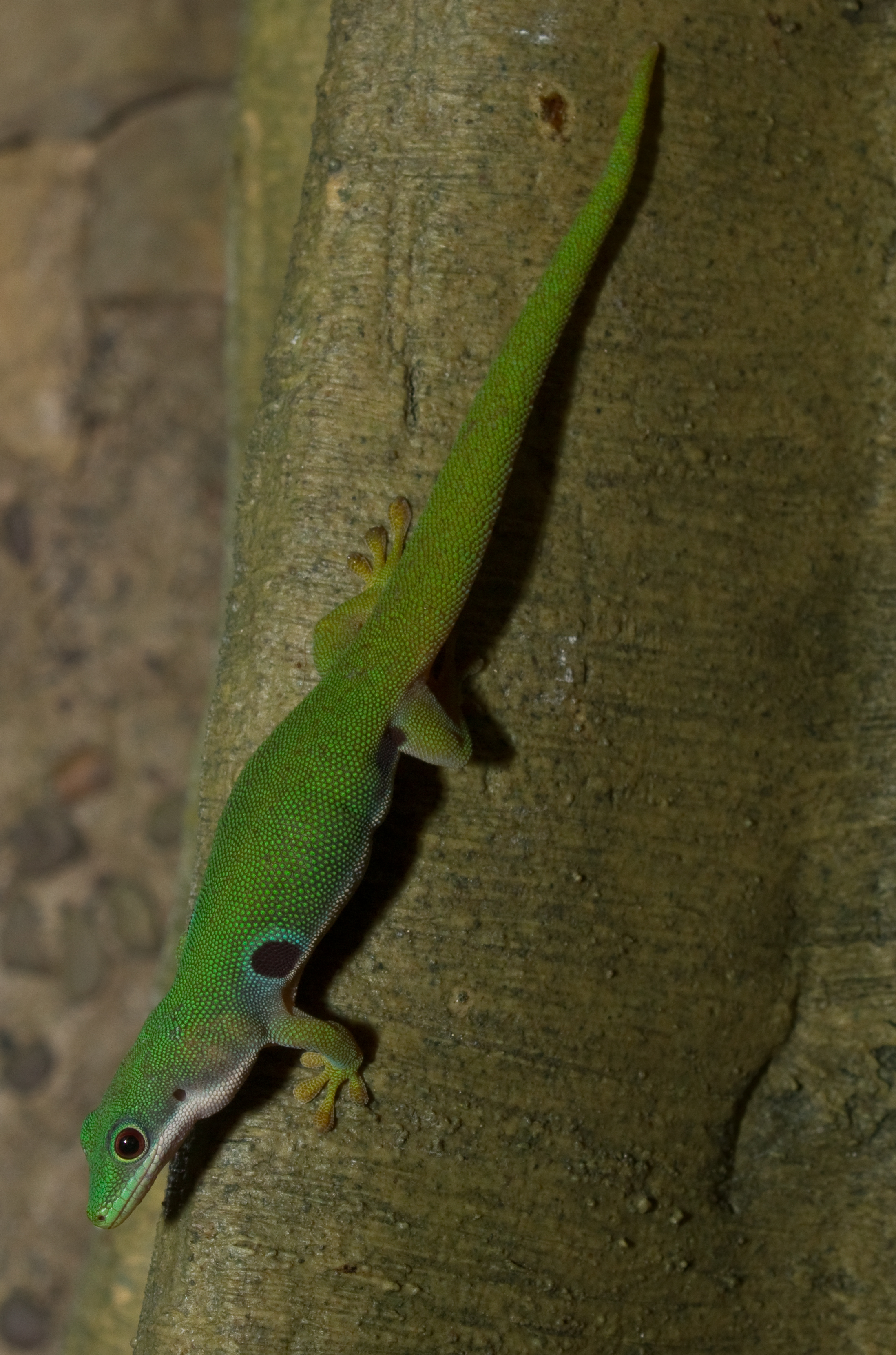
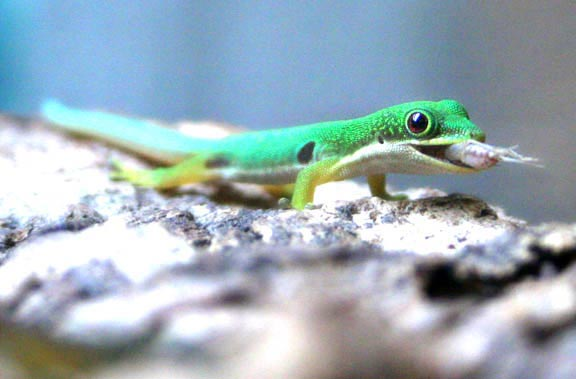